# かもめ食堂
『かもめ食堂』（かもめしょくどう、芬：ruokala lokki）は、群ようこの小説及びそれを原作とする2006年3月公開の日本映画。小林聡美・片桐はいり・もたいまさこ主演。監督は荻上直子、キャッチコピーは「ハラゴシラエして歩くのだ」。
個性的な面々がフィンランドのヘルシンキを舞台に、ゆったりと交流を繰り広げていく様子を描く。第28回ヨコハマ映画祭にて第5位、第80回キネマ旬報ベスト・テン日本映画ベスト・テンにて第9位に選出。最も将来性が期待できる監督に与えられる新藤兼人賞2006・銀賞を受賞（荻上直子）。

## あらすじ
ある夏の日、日本人の女性サチエはフィンランドの首都ヘルシンキのプナヴオリにて「かもめ食堂」という日本食の食堂を開店させた。しかし、近所の人々からは「小さい人のおかしな店」と敬遠され、客は全く来ないのであった。
そんな折、ふいに食堂にやってきた日本かぶれの青年トンミ・ヒルトネンから『ガッチャマンの歌』の歌詞を質問されたものの、歌い出しを思い出すことができずに悶々としていたサチエは、町の書店で背の高い日本人女性ミドリを見かける。意を決して「ガッチャマンの歌詞を教えて下さい」と話しかけると、弟の影響で知っているというミドリはその場で全歌詞を書き上げる。「旅をしようと世界地図の前で目をつぶり、指した所がフィンランドだった」というミドリに縁を感じたサチエは、彼女を家に招き入れ、やがて食堂で働いてもらうことになる。
ミドリは食堂を繁盛させようと、メインメニューであるおにぎりの具にトナカイ、ニシン、ザリガニといったフィンランドで定番とされる食材を採用するなどといった様々なアイデアを出すが、サチエは「おにぎりは梅、シャケ、おかか」であるというポリシーを持っており譲らない。だが、ある日思い立ってフィンランドの定番食であるシナモンロールを焼くと、いつも遠巻きに見ていた主婦たちがその匂いに釣られて来店し、その日を境に少しずつ客が入るようになる。
そんなある日、マサコという日本人旅行者がかもめ食堂を訪れる。マサコは介護していた両親が亡くなった後、ある時ふと目にしたテレビでフィンランドのエアギター選手権を知り、おおらかな国民性に惹かれてフィンランドまでやって来たのだった。空港で荷物を紛失して足止めを受けていたマサコは、荷物が見つかるまでの間、観光をしながらかもめ食堂へ度々来店し、そのうち食堂を手伝うようになる。
夫に家を出て行かれてしまった中年女性リーサ、経営していた店が潰れ妻子とも疎遠になっている男性マッティなど「色々な事情」を抱えた人々との出会いを経て、ささやかな日常を積み重ねていくサチエたち。徐々に客の入りが増え始めていたかもめ食堂は、やがて地元住人で賑わう人気店となるのであった。

## 登場人物
サチエ
演 - 小林聡美
かもめ食堂を経営する小柄な女性。その小柄さから、開店当初は近所の主婦たちには「こども食堂」などと揶揄されていた。亡父が合気道道場を営んでいたこともあり子供の頃から合気道を嗜み、就寝前に膝行（しっこう）という座り技の基本を行うのが日課である他、閉店後はプールで泳ぐことを習慣としている。合気道に至っては、食堂に忍び込んだマッティ（後述）をねじ伏せるなど、自身より大柄な男性をも倒す程の技量を持つ。潔さと芯の強さを併せ持つ知的な女性で、フィンランド語も流暢に操る。
「何が何でも日本である必要ないかな」「ここならやっていけるかな」などといった理由から、食堂を開く場所としてフィンランドを選んだ。
幼い頃に母親を亡くして以降家事全般を担っていた中で、1年に2度、運動会と遠足の弁当として父親が「おにぎりは自分で作るより人に作ってもらった方がずっとうまいんだ」と言っておにぎりを作ってくれたという過去から、おにぎりに対しては食堂のメインメニューに据えるなど強いこだわりを持つ。
ミドリ
演 - 片桐はいり
かもめ食堂2人目の客であり住人の大柄な女性。ある理由から「世界地図を広げて目を瞑り、指で指した所へ行ってやる」と決心し、結果的にフィンランドに辿り着いた。旅を決心した理由については特に言及されていないが、初めてサチエの家に招かれた際にはサチエの手料理を口にするや涙を流した。
ムーミンが好きで様々な知識を持つ。サチエとの出会いのきっかけも、町の書店でムーミンの絵本を物色していたことであった。イラストを描くのも好きであり、食堂のメニューを作成したり、店内に絵を飾るなどしている。
ややデリカシーに欠けるきらいがあり、友達がおらず日本にかぶれているトンミをからかったり、登場当初のリーサに対して露骨に警戒心を表すなどしていた。積極的にヘルシンキの街を散策したり、食堂の新メニュー開発を持ちかけるなど好奇心や冒険心も強い。
マサコ
演 - もたいまさこ
長年に渡る両親の介護を終えフィンランドに来た、物腰柔らかな年配女性。テレビで「エアギター選手権」を観てフィンランドの国民性に惹かれ、目的、滞在期間、宿泊場所など一切決めることなくフィンランドに来たものの、空港で荷物を紛失してしまったことから、荷物が見つかるまでとして食堂の手伝いをすることとなる。
リーサの話を親身になって聞きサチエたちに事情を説明した後、ミドリからの「フィンランド語出来るんですか？」との問いに「いいえ」と答えるなど飄々としており、「大事なもの、何か入っていたかしら」「ボーッとするのって結構難しくないですか？」「確かに私の荷物には間違い無いみたいなんですけど、なんだか違うんです」など、度々謎めいた言葉を残す。
トンミのアドバイスに従い「ボーッとする」ために訪れた森でキノコを採集したものの、途中で紛失してしまう。
物語終盤、ようやく荷物が見つかったため帰国する事をサチエ達に伝えたが、ホテルにて荷を解くとそこにはなぜか大量のキノコが詰められていた。その後、見知らぬ老人男性から猫を譲り受けてしまい、再びかもめ食堂で働く事となる。
トンミ・ヒルトネン
演 - ヤルッコ・ニエミ
かもめ食堂1人目の客となった青年。日本かぶれで片言の日本語を話し、武士道や芸者などといった日本にまつわるデザインのTシャツを常に着用している。初来店時、サチエに『ガッチャマンの歌』の歌詞を尋ねたことが物語の始まりとなる。
初来店から毎日のように頻繁に食堂を訪れ、サチエが設定した「お客様第一号だからコーヒー代は永遠にタダ」という決まりにより無料でコーヒーを飲みに来ている。その他にも新メニュー開発に立ち会ったりするなどしてサチエらと交流を深めている。特にミドリには自身の名前を漢字で書くように頼み「豚身 昼斗念」と書いてもらった他、折り紙の跳ねるカエルを披露された際には感激のあまりミドリの手を握った。
食堂のメンバー以外に友達はいない模様。
マッティ
演 - マルック・ペルトラ
ふらりと食堂に来店した男性。サチエに美味しいコーヒーを入れるおまじない「コピ・ルアック」を教え、「コーヒーは自分でいれるより人に入れてもらう方がうまいんだ」と語った。ある休日、サチエたちの留守中に食堂に侵入していたところを戻って来たサチエに取り押さえられた。
かもめ食堂が開店する以前にその場所でコーヒー店を営んでいたが、店が潰れて以降は妻子ともうまくいっていない。食堂に侵入したのは、前の店で使用しており店を引き払う際に置き忘れていた機材を取り戻すためであった。リーサによるとコーヒーの味には定評があった模様。
リーサ
演 - タリア・マルクス
かもめ食堂の近隣に住む老婦人。しばらく食堂の前から中を睨みつけ続けていた。そんな中、ある日突然食堂に入ってきて酒を要求するも既に酩酊状態であったため、ものの数杯で倒れてしまい、マサコに介助された。
理由も分からないまま夫に家を出て行かれてしまったことから、自暴自棄になり酒に溺れる日々を送っていた。サチエらとの出会いをきっかけに自分を取り戻し、以降食堂の常連となり、休日には度々サチエらを遊びに誘ったりするなど交流を深めている。おにぎりがお気に入り。
マサコから藁人形の呪いを教わり、出て行った夫を呪って家に呼び戻すことに成功している。

## 製作
撮影にあたって、実際に存在する現地の食堂「カハヴィラ スオミ」をかもめ食堂のセットとして使用していた。現在も「ラヴィントラかもめ」として実在し、日本人観光客の少ないフィンランドにおいて日本人の集中する観光スポットとなっている。また、フィンランド政府観光局が撮影協力したため、マリメッコやイッタラなど、フィンランド企業の商品がプロダクトプレイスメントとして多く登場する。サチエがミドリに『ガッチャマンの歌』の歌詞を教えてもらう場面では、アカデミア書店内のカフェ・アアルトがロケ地として使われた。
2007年2月、映画と同じスタッフ、フィンランドロケで小林聡美がイメージキャラクターをつとめているCM（パスコの食パン「超熟」、2007年1月末のリニューアル以降）にて、かもめ食堂が再現された。

### スタッフ
- 原作 - 群ようこ
- 脚本・監督 - 荻上直子
- エンディングテーマ - 『クレイジーラブ』井上陽水
- 協力 - フィンランド共和国、フィンランド航空、フィンランド大使館、フィンランド政府観光局、ヘルシンキ市
- フードコーディネーター - 飯島奈美
- スタイリスト - 堀越絹衣
- ヘアメイク - 宮崎智子
- スチール - 高橋ヨーコ
- 予告編演出 - 関口菊日出
- 現像 - IMAGICA
- 企画 - 霞澤花子
- ラインプロデューサー - Tiina Butter
- エグゼクティブ・プロデューサー - 奥田誠治、大島満、石原正康、小室秀一、小幡久美
- プロデューサー - 前川えんま、天野眞弓
- アソシエイトプロデューサー - 森下圭子
- 制作プロダクション - パラダイス・カフェ
- 製作委員会（かもめ商会）メンバー - 日本テレビ放送網、バップ、幻冬舎、シャシャ・コーポレイション、パラダイス・カフェ、メディア・スーツ

### 作品の評価
大林宣彦はイベントで手塚眞から「他の監督が、大林監督のヒロインをうまく演出すると、取られた、悔しいと思われるんですか?」という質問に対して「.....そういうケースはまだない（笑）。ただ小林聡美君がパン屋さんの話をやりましたね。あれを観たときに、まったく僕の知ってる小林聡美君ではないけど、女性が監督すると、女優のこういうところが出せるんだ、これで逆に聡美は『転校生』から離れられたなと、ほっとしましたね。僕に見せたことのない顔だった。つまり、監督が男だったら、女優さんも監督に認められなければいけないわけだから、男向きの芝居をするんです。監督が女だと、女向きの芝居をしています。それまではどれを観ても『転校生』を引きずっているし、観客もその目で見ているんだろうな、という感じがありました」などと評している。

## その他メディア
小説
- 『かもめ食堂』（群ようこ、幻冬舎、2006年1月、ISBN 978-4344010970）

DVD
- 『かもめ食堂』（バップ、2006年9月、ASIN B000ELGLDA）

Blu-ray
- 『かもめ食堂』（バップ、2010年9月、ASIN B003VR3254)